# Tiếng Gilbert
Tiếng Gilbert hay Tiếng Kiribat là một ngôn ngữ của họ ngôn ngữ Micronesia trong ngữ tộc Malay-Polynesia thuộc Ngữ hệ Nam Đảo.
Đây là một trong hai ngôn chính thức của Kiribati cùng với tiếng Anh

## Tên gọi
Từ Kiribati thường không được dùng trong tiếng Anh, hầu hết các tài liệu vẫn sử dụng từ "Gilberts" xuất phát từ thuyền trưởng Thomas Gilbert, người đã cùng với thuyền trưởng John Marshall, là một trong những người châu Âu đầu tiên khám phá ra Quần đảo Gilbert vào năm 1788.
Tên chính thức của ngôn ngữ này là te taetae ni Kiribati, hay 'ngôn ngữ Kiribati'.

## Người sử dụng
Khoảng 105.000 người nói tiếng Kiribati, trong đó 98.000 sống tại Kiribati, chiếm 97.2%.
1. Kiribati, 98.000
2. Fiji, 5.300
3. Nauru, 1.700
4. Quần đảo Solomon, 1.230
5. Tuvalu, 870
6. Vanuatu, 370

### Danh sách phương ngữ
- Phương ngữ Banaba (đảo Banaba và Fiji)
- Phương ngữ Bắc Kiribati (Makin, Butaritari, Marakei, Abaiang, Tarawa, Maiana, Kuria, Abemama, Aranuka, Tabiteuea, Nonouti, đảo Beru và Nikunau)
- Phương ngữ Nui (Tuvalu)
- Phương ngữ Rabi (Fiji)
- Phương ngữ Nam Kiribati (Tabiteuea, Onotoa, Tamana và Arorae)